# Перша теорема добробуту

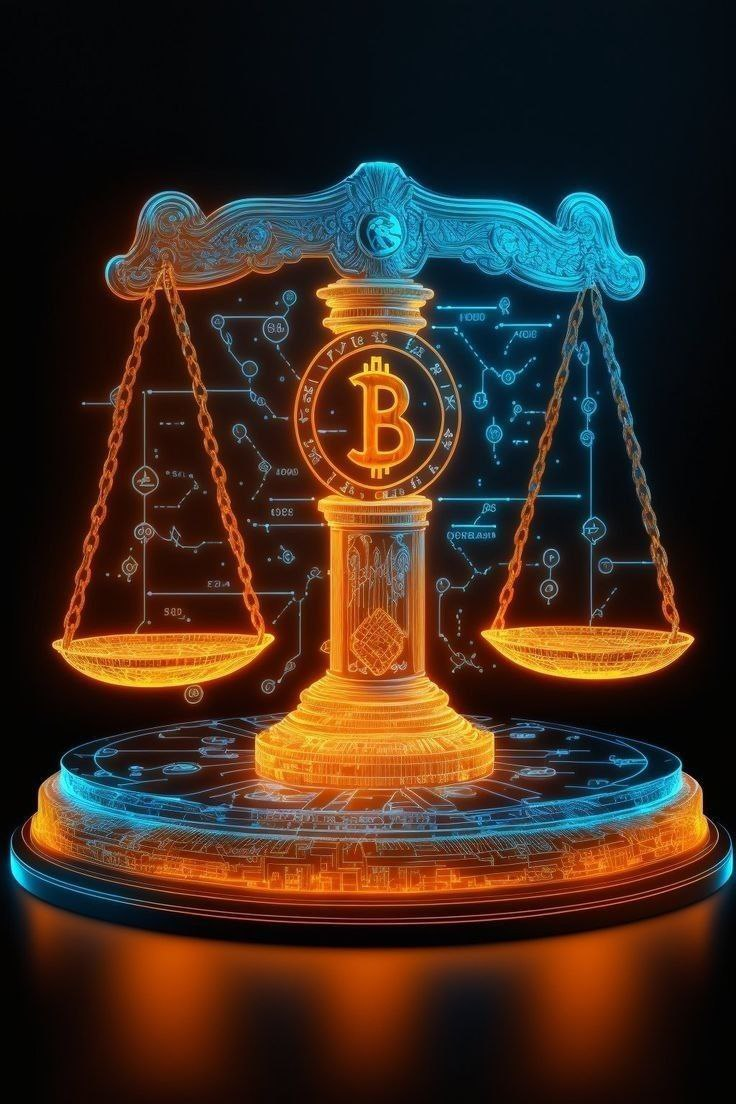
Добробут

Перша теорема економіки добробуту (також відома як «теорема невидимої руки») — це економічна теорема, яка стверджує, що в конкурентній економіці розподіл ресурсів за допомогою ринкових механізмів призводить до досягнення ефективної рівноваги, де жодна сторона не може покращити свою позицію без погіршення стану інших сторін.

## Суть теореми
Основна ідея першої теореми полягає в тому, що ринки приводять до соціального оптимуму Саме тому урядового втручання не потребує і він повинен застосовувати лише політику «Laissez-faire». Однак ті, хто підтримує втручання уряду, кажуть, що припущення, необхідні для того, щоб ця теорема працювала, рідко зустрічаються в реальному житті.
Слід зазначити, що ситуація, коли хтось володіє всіма благами, а решта населення не володіє жодним, є розподілом за Парето. Однак цю ситуацію навряд чи можна вважати ідеальною за будь-яким визначенням добробуту.

### Доведення першої фундаментальної теореми
Для доведення першої теореми економічного добробуту можна виконати наступні кроки:
- Визначення моделі: Спочатку необхідно змінити модель економічної системи, в якій доведено теореми. У загальному застосуванні загальна рівноважна модель, яка включає попит, пропозицію, ціни і фактори виробництва.
- Формулювання умов: Встановіть умови, які задовольняються в цій моделі, щоб забезпечити конкуренцію і виявлення зовнішніх впливів. Це може включати вимоги щодо повної конкуренції на ринку, ринку монополій, а також спостереження зовнішніх шоків або державного втручання.
- Визначення економічної ефективності: Сформуйте критерії економічної ефективності, які будуть використані для оцінки результатів моделі. Деякі елементи критерію, такі як попередні Парето, деякі версії компенсаційного критерію Калдора-Хікса і так далі.
- Передбачення рівноваги: За допомогою моделей та умов, визначених у попередніх кроках, з'ясуйте, які умови повинні бути виконані для досягнення рівноваги в цій економічній системі. Це може включати умови рівноваги на ринку товарів та послуг, ринку праці, ринку капіталу і так далі.
- Доведення: Використовуючи модель та наведені умови, введіть, що в рівноважному стані економічна система досягає економічної ефективності. Це можна вимагати математичних доведень, аналіз рівнянь моделі та використання економічної теорії.
- Аналіз результатів: Проаналізуйте отримані результати та їх імплікації. Розгляньте, як доказ першої теореми економічного добробуту підтримує ідею, що конкуренція і зовнішні впливи сприяють досягненню економічної ефективності.

Ці кроки надають загальну структуру для доведення першої теореми економічного добробуту, але варто зауважити, що сам процес доведення може бути складним і деталізованим залежно від конкретної моделі та контексту дослідження.

## Автор концепції економіки добробуту
Похідні форми першої теорії економіки добробуту були сформульовані ефективними економістами, включаючи Леона Вальраса, Карла Менгера та Фрідріха фон Гаєка. Однак основна концепція теореми була розроблена Вільямом Стенлі Джевонсом, британським економістом, у 1871 році в його праці «Теорія політичної економії».
У ній Вільям Стенлі Джевонс розглядає основні питання економіки і носить значний внесок у мікроекономічну теорію. Він досліджує залежність попиту від ціни товару та вводить поняття маржинальної корисності, що визначає оптимальний рівень споживання. Джевонс також розглядає пропозицію як залежність від цін та вартості ресурсів, і вводить поняття маржинальних витрат. Його праця відіграла важливу роль у розвитку економічної науки і мала вплив на подальші теоретичні дослідження в галузі мікроекономіки.

## Історія виникнення теорем
Адам Сміт (1776)
Обговорюючи тарифи на імпорт, Адам Сміт писав, що:
|  | Кожен індивід неминуче прагне зробити річний прибуток суспільства якомога більшим... У цьому, як і в багатьох інших способах, його веде невидима рука, щоб досягти мети, а не його власного наміру... його власного інтересу. Часто сприяє суспільний інтерес ефективніше, ніж він насправді намагається його просувати |

Зверніть увагу: ідеї Сміта не були конкретно спрямовані на економіку добробуту, оскільки галузь економіки на той час ще не була створена. Проте, його аргументам приписують не лише основоположну теорію економіки добробуту, а й створення її секти.
Ф. І. Еджворт (1881)
Френсіс Ісідро Еджворт зробив крок до першої фундаментальної теореми, розглянувши економіку чистого обміну без виробництва у своєму «математичному дусі». Він включив у свій аналіз неповну конкуренцію. Його визначення рівноваги майже ідентичне пізнішому визначенню оптимальності за Парето:
|  | Незалежно від того, в якому напрямку хтось робить нескінченний крок, P і Π [корисності покупців і продавців] не збільшуються разом, проте, коли один збільшується, інший зменшується |

Еджворт робить висновок, що рівновага максимізує суму корисностей сторін, яка є окремим випадком ефективності за Парето:
|  | Здається, це відповідає загальному принципу механіки, який застосовується до цього конкретного випадку, згідно з яким рівновага досягається, коли загальна задоволена енергія контрагента є відносним або умовним максимумом... |

Вільфредо Парето (1906/9)
Вільфредо Парето виклав першу фундаментальну теорему у своєму Довіднику (1906) і зробив її суворішою у своєму французькому виданні (Мануель, 1909). Він був першим, хто обґрунтував оптимальність за власними критеріями чи переконливо обгрунтував це твердження. Перша і друга фундаментальні теореми добробуту базуються на цій концепції.
Він розвинув поняття ефективності та зробив вагомий внесок у розуміння того, як оцінювати та вимірювати ефективність алокації ресурсів.
Парето вважав, що економічна ефективність досягається, коли неможливо зробити краще для одного індивіда, не погіршивши ситуацію для іншого індивіда. Це відомо як оптимальність за Парето. Він вперше ввів поняття Парето-оптимальності, яке використовується у теорії добробуту.
Його роботи сприяли розумінню того, як ринкові механізми можуть призводити до ефективного розподілу ресурсів і підтримувати першу теорему економіки добробуту. Його праця стала основою для багатьох подальших досліджень в галузі економічної теорії та допомогла усвідомити важливість конкуренції та ринкових процесів у досягненні економічного ефективності.
Абба Лернер (1934)
У 1934 році Абба Лернер повторив умову Еджворта про те, що криві байдужості повинні перетинатися як дотичні, що робить їх оптимальними. Він стверджував подібну умову для виробництва, що границя виробництва — можливості (PPF, яку він ще назвав «крива продуктивної байдужості») повинна бути дотичною до кривої байдужості спільноти. Він був одним із творців PPF і використав її в 1932 році в статті про міжнародну торгівлю. Він показує, що два аргументи можна виразити однаковими термінами, оскільки PPF відіграє таку ж роль, що й дзеркальна крива байдужості в полі Еджворта. Він також зауважив, що криві не обов'язково диференційовані, так як, той самий результат буде отримано, якщо вони торкаються гострого кута. А ще відзначив, що ринкова економіка може забезпечити ефективний розподіл ресурсів лише в тому випадку, якщо наявна повна конкуренція, а також тільки в тому випадку, якщо грошова політика дозволяє досягти повної зайнятості.
Його визначення оптимальності рівноцінне Парето:
|  | Якщо... можна перемістити одну особу на бажану позицію, не переміщуючи іншу на гіршу... можна сказати, що відносна оптимальність ще не досягнута... |

Умова оптимальності для виробництва, яку сформулював Лернер, вказує на те, що підприємство повинно виробляти ту кількість товару, при якій ціна на товар дорівнює граничним витратам на його виробництво. Це означає, що підприємство виробляє товар до того моменту, коли витрати на виробництво додаткової одиниці товару будуть дорівнювати доходу від її продажу. Проте, ця умова не завжди відповідає умові рівноваги на вільному ринку. Умова рівноваги на вільному ринку вимагає, щоб попит на товар дорівнював пропозиції, тобто кількість товару, яку бажають придбати споживачі, повинна дорівнювати кількості товару, яку пропонують виробники. Ця умова враховує багато інших факторів, крім витрат на виробництво, тому вона є більш загальною і повною.
Гарольд Хотеллінг (1938)
Гарольд Готелінґ у своїй роботі «Економіка вичерпних ресурсів» (англ. «The Economics of Exhaustible Resources»), опублікованій в 1931 році, Хотеллінг досліджував проблему оптимальності використання вичерпних ресурсів, таких як нафта і вугілля. Він показав, що оптимальна стратегія використання таких ресурсів повинна бути спрямована на збереження їх для майбутніх поколінь. Це стало відомо як «правило Хотеллінга».
У своїй статті «Загальний добробут та його зв'язок з проблемами оподаткування, залізнодорожних тарифів і тарифів на комунальні послуги» (англ. «The General Welfare in Relation to Problems of Taxation and of Railway and Utility Rates»), (1938), Хотеллінг розглянув питання оптимального розподілу доходів. Він показав, що при певних умовах оптимальний розподіл доходів повинен бути рівним. Це стало відомо як «теорема Хотеллінга про економічний добробут».
Обидві теореми Хотеллінга допомогли встановити базові принципи економічної теорії, які стали важливими для розвитку сучасної макроекономіки і політики розвитку.

### Спільні праці науковців
Кеннет Ерроу та Жерар Дебре (окремо, 1951)
Особливо важливим внеском Кеннета Ерроу та Жерара Дебре у розвиток теорії економічного добробуту є їх спільна робота «Економічний добробут і соціальний добробут» (англ. «The Welfare Economics of Income Distribution»), опублікована в 1951 році.
У цій роботі Ерроу та Дебре сформулювали дві фундаментальні теореми економічного добробуту, які стали базою для подальшого розвитку теорії добробуту. Перша теорема стверджує, що в ідеальних умовах ринкової економіки економічний добробут буде максимальним, коли ресурси будуть розподілятися ринковим шляхом, тобто за допомогою взаємодії пропозиції та попиту на ринку. Це означає, що ринкова економіка має потенціал для ефективного розподілу ресурсів та максимального створення благ.
Друга теорема Ерроу-Дебре стверджує, що за умови, коли існує ідеальна конкуренція на ринку, будь-який рівень економічного добробуту може бути досягнутий за допомогою відповідного розподілу доходів. Це означає, що за умови вільної конкуренції на ринку можна забезпечити не лише ефективне використання ресурсів, але й справедливий розподіл доходів серед різних груп населення.